# Audi A8
Audi A8 — великий чотирьохдверний автомобіль-седан класу «люкс» (представницького класу), що виробляється концерном Audi. В 1994 році він прийшов на зміну Audi V8 і з моменту свого заснування і вважається «флагманською моделлю» фірми Audi.
Audi A8 є службовим автомобілем двох останніх канцлерів ФРН — Герхарда Шрьодера та Ангели Меркель.

## Audi A8 (Тип D2/Платформа 4D; 1994—2002)

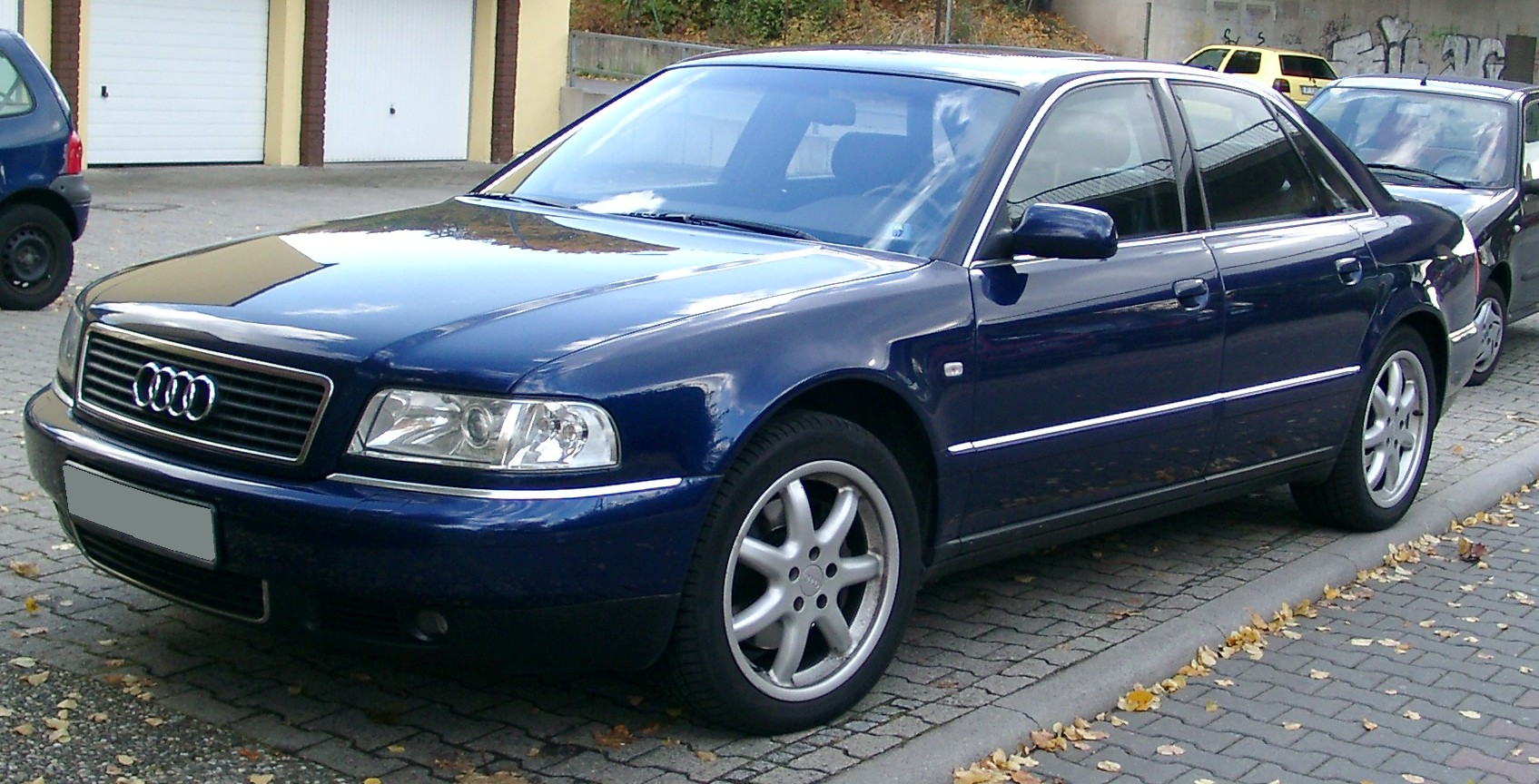
Audi A8 (Typ D2/4D)

### Передісторія
Випуск автомобілів представницького класу під маркою Audi почався в 1979 році. Першим з них став Audi 200 (Typ 43), що базувався на платформі Audi 100 C2. У 1983 році як люксова версія нового Audi 100 C3 був випущений Audi 200 Typ 44. У 1988 році Audi V8 став першою самостійною моделлю представницького класу. Тим не менше, і він, незважаючи на нову з технічної точки зору конструкцію, базувався на платформі Audi 100. З цим пов'язаний ряд конструктивних особливостей, що зумовили, зокрема, брак простору і комфорту. Три перші моделі привернули до себе увагу, в першу чергу, завдяки повному приводу quattro.

### Опис
Перший представницький седан Audi, що отримав ім'я A8, побачив світ у 1994 році. В основу кузова автомобіля була покладена платформа D2 і алюмінієвий монокок Audi Space Frame. Кузов А8, також вперше у своєму класі, був повністю зроблений з алюмінію. Завдяки чому чотиридверна Audi важила менше моделей таких постійних конкурентів у цьому класорозмірі, як Mercedes-Benz S та BMW 7. А8 комплектувався чотирма бензиновими — V6 2.8 (193 л.с.), V8 3.7 (232), V8 4.2 (300) і W12 6.0 (450), та також двома турбодизельними двигунами — V6 2.5 TDI (180) і V8 3.3 TDI (225). На вибір пропонували три коробки передач: п'ятиступінчата механічна, а також автоматичними — чотирьох- та п'ятиступінчатою. Модель А8 D2 має постійний («перманентний») повний привод на всі колеса. Базове внутрішнє обладнання салону: шість подушок безпеки, двозонний клімат-контроль, аудіосистема Bose, шкіряний салон і обробка деревом.
Всього з червня 1994 по вересень 2002 було випущено понад 105 000 одиниць.

#### Привод
У той час як попередня модель Audi V8 випускалася виключно з постійним повним приводом quattro, Audi A8 в поєднанні з менш потужними моделями бензинових двигунів пропонується на вибір в передньоприводною і повноприводною модифікаціях (як правило, моделі представницького класу оснащуються заднім приводом). У момент своєї появи на ринку повноприводний Audi також був абсолютною новинкою в представницькому класі.
До 1996 року в моделях з 4,2-літровим двигуном (всі повноприводні) встановлювалася тільки 4-ступінчаста автоматична коробка передач. З 1997 року вони стали комплектуватися 5-ступінчастим «автоматом». Для моделей з менш потужними двигунами на вибір пропонувалася механічна коробка передач. Пізніше для Audi S8 з 4,2-літровим мотором стали пропонуватися також 6-ступінчаста МКП і 5-ступінчаста АКП. Для моделі D3 з приводом на передні колеса пропонувався безступінчатий варіатор multitronic, в моделях з приводом quattro встановлювалася 6-ступінчаста КП tiptronic з динамічною програмою перемикання передач. Дизельні та бензинові двигуни з високим крутним моментом встановлюються виключно на повноприводні моделі (з 2005 року).

#### Кузов
Кузов Audi A8 повністю виготовляється з алюмінію. Завдяки цьому проблема корозії остаточно відійшла в минуле, хоча за певних умов корозія може вражати і алюміній. Самонесучий алюмінієвий кузов отримав назву Audi Space Frame. Попередник першого Audi A8 вже оснащувався повністю оцинкованим кузовом, практично не схильним корозії, іржа могла з'явитися тільки в результаті неправильного ремонту після ДТП.
Ще однією метою розробників було і залишається зниження маси автомобіля і, отже, витрати палива. Це вдалося лише частково, оскільки представницький автомобіль повинен мати багате технічне оснащення. Сюди відноситься, зокрема, привід quattro, що збільшує масу автомобіля приблизно на 100 кг. Тим не менш, Audi A8 був легше порівнянної «сімки» BMW або Mercedes S-класу. З тих пір як припинився випуск Audi A2, Audi A8 знову став єдиним крупносерійним автомобілем, кузов якого цілком виготовляється з алюмінію.

#### Двигуни
Як базова модель двигуна пропонувався 2,8-літровий 6-циліндровий бензиновий агрегат. У топової версії встановлювався W-подібний 12 циліндровий мотор. Більшість покупців зробили вибір на користь 8 циліндрового двигуна робочим об'ємом 4,2 л, на базі якого пізніше була створена підкреслено спортивна модель — Audi S8. Першим дизельним двигуном для Audi A8 став 2.5 TDI 150 к.с., але він виявився недостатньо потужним і при оновленні сімейства А8 в 2000 році був замінений на версію 180 к.с. У тому ж році був представлений і перший 8-циліндровий дизель (TDI).
| Модель   | Кількість клапанів | Кількість та розміщення циліндрів | Мотор ID             | Об'єм (куб.см) | Потужність                      | Крутний момент           | Роки виробництва |
| 2,8      | 12                 | 6 V                               | AEJ                  | 2771           | 120 кВт (163 к.с.) @ ? об/хв    | ? Нм @ ? об/хв           | 07/95 – 03/96    |
| 2,8      | 12                 | 6 V                               | AAH                  | 2771           | 128 кВт (174 к.с.) @ 5500 об/хв | 250 Нм @ 3000 об/хв      | 04/95 – 03/96    |
| 2,8      | 30                 | 6 V                               | ACK/ALG/AMX/ APR/AQD | 2771           | 142 кВт (193 к.с.) @ 6000 об/хв | ? Нм @ ? об/хв           | 04/96 – 09/02    |
| 3,7      | 32                 | 8 V                               | AEW/AKJ              | 3697           | 169 кВт (230 к.с.) @ 5800 об/хв | 315 Нм @ 2700 об/хв      | 07/95 – 12/98    |
| 3,7      | 40                 | 8 V                               | AKC/AQG              | 3697           | 191 кВт (260 к.с.) @ 6000 об/хв | 350 Нм @ 3250 об/хв      | 11/98 – 09/02    |
| 4,2      | 32                 | 6 V                               | ARU                  | 4172           | 175 кВт (238 к.с.) @ ? об/хв    | ? Нм @ ? об/хв           | 02/99 – 04/00    |
| 4,2      | 32                 | 6 V                               | AEM                  | 4172           | 180 кВт (245 к.с.) @ ? об/хв    | ? Нм @ ? об/хв           | 07/94 – 11/98    |
| 4,2      | 32                 | 8 V                               | AGH                  | 4172           | 210 кВт (286 к.с.) @ ? об/хв    | ? Нм @ ? об/хв           | 07/95 – 09/98    |
| 4,2      | 32                 | 8 V                               | ABZ/AKG              | 4172           | 220 кВт (300 к.с.) @ 6000 об/хв | 400 Нм @ 3300 об/хв      | 03/94 – 11/98    |
| 4,2      | 40                 | 8 V                               | AQF/AUW/AUX          | 4172           | 228 кВт (310 к.с.) @ 6200 об/хв | 410 Нм @ 3000 об/хв      | 11/98 – 09/02    |
| 4,2 (S8) | 32                 | 8 V                               | AHC/AKH              | 4172           | 250 кВт (340 к.с.) @ 6600 об/хв | 410 Нм @ 3500 об/хв      | 07/96 – 06/99    |
| 4,2 (S8) | 40                 | 8 V                               | AQH/AVP              | 4172           | 265 кВт (360 к.с.) @ 7000 об/хв | 430 Нм @ 3500 об/хв      | 06/99 – 09/02    |
| 6,0      | 48                 | 12 W                              | AZC                  | 5998           | 309 кВт (420 к.с.) @ 6000 об/хв | 550 Нм @ 3500 об/хв      | 01/01 – 09/02    |
| 2,5 TDI  | 24                 | 6 V                               | AFB/AKN              | 2496           | 110 кВт (150 к.с.) @ 4000 об/хв | 310 Нм @ 1500–3200 об/хв | 01/97 – 04/00    |
| 2,5 TDI  | 24                 | 6 V                               | AKE                  | 2496           | 132 кВт (180 к.с.) @ 4000 об/хв | 370 Нм @ 1500–2500 об/хв | 09/00 – 09/02    |
| 3,3 TDI  | 32                 | 8 V                               | AKF                  | 3328           | 165 кВт (224 к.с.) @ 4000 об/хв | 480 Нм @ 1800–3000 об/хв | 06/00 – 09/02    |

## Audi A8 (Тип D3/4E; 2002-2009)

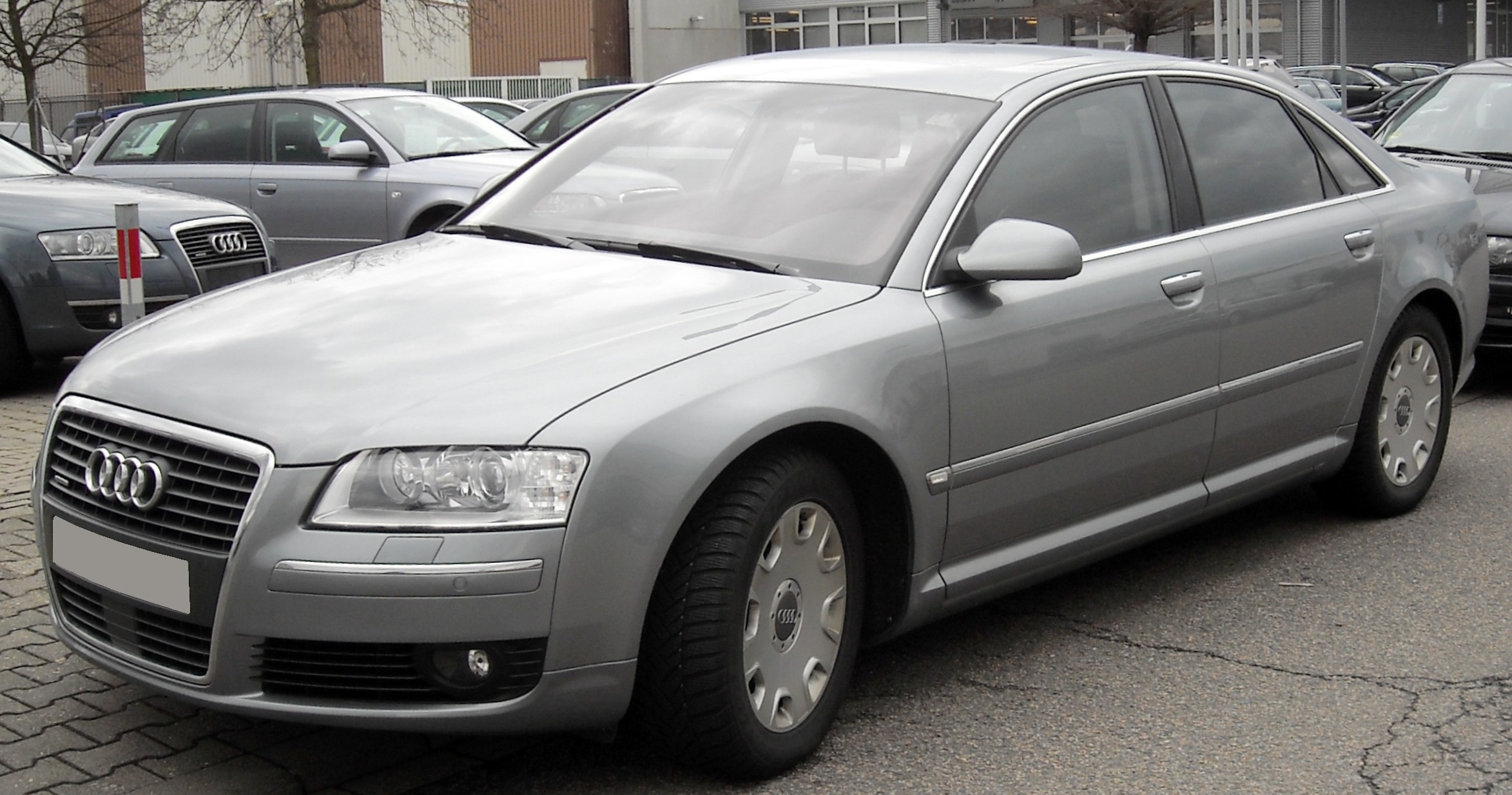
Audi A8 (Typ D3/4E)

Друге покоління A8 поступило в продаж в 2003 році. Новий кузов як і раніше робили з алюмінію. Нікуди не поділася і фірмова просторова рама ASF з крилатого металу. Довжина кузова і колісної бази — 5051 і 2944 мм відповідно. Моторна гамма складалася з шести бензинових (210-450 сил) і трьох дизельних агрегатів (233-326 к.с.). До «механіки» і шестидіапазонний «автомата» ZF додався варіатор Multitronic, що працює з передньоприводними трансмісіями. Була в гамі і оспортивлена модифікація S8, на яку ставили атмосферний двигун V10 (450 к.с., 540 Нм), який допомагав седану досягати сотні за 5,1 с. В 2005 відбувся  рестайлінг.

### Двигуни
Бензинові
- 2.8 л V6
- 3.0 л V6
- 3.2 л V6 FSI
- 3.7 л V8
- 4.2 л V8
- 5.2 л V10 FSI (Audi S8)
- 6.0 л W12

Дизельні
- 3.0 л V6 TDI
- 3.9 л V8 TDI
- 4.0 л V8 TDI
- 4.2 л V8 TDI

## Audi A8 (Тип D4/4H; 2010—2017)

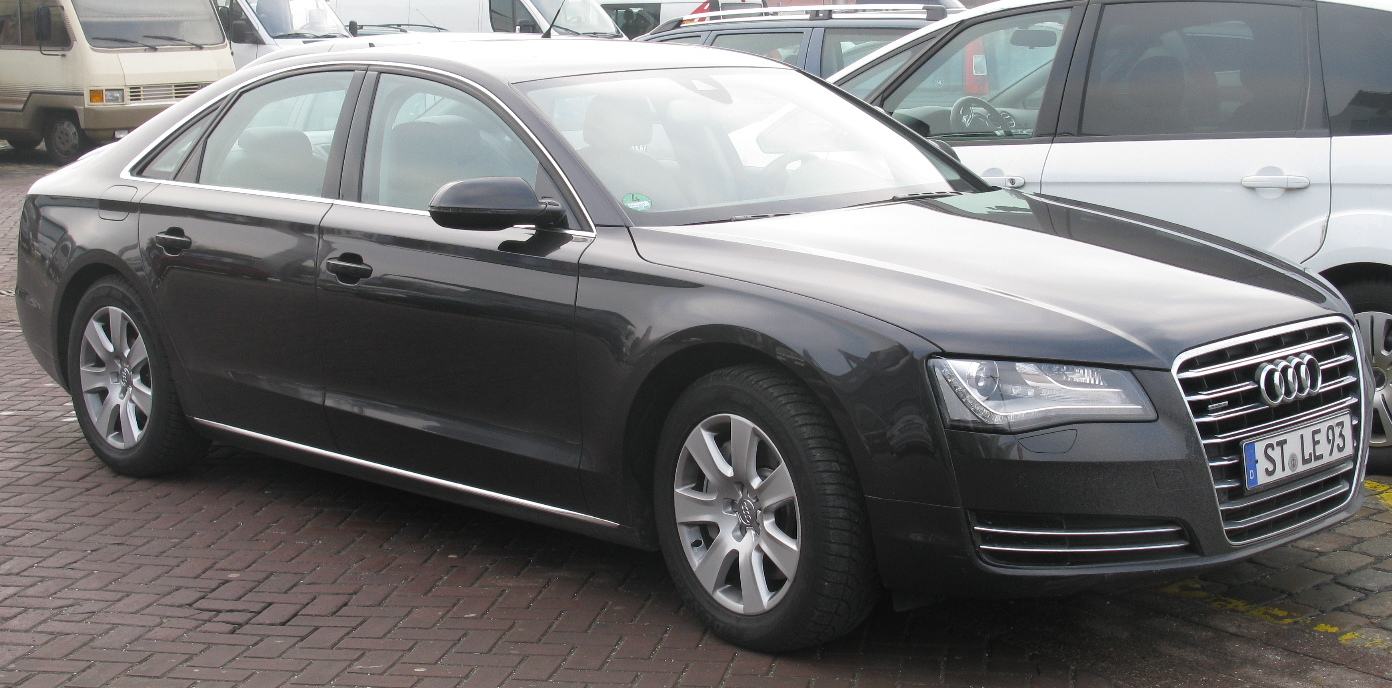
Audi A8 (Typ D4/4H)

Модель Audi А8 третього покоління була представлена 1 грудня 2009 на дизайн-шоу в Маямі (Design Miami). Серійний випуск нової Audi A8 почався в 2010 році.
2014 року було проведено рестайлинг.
Не дивлячись на великі розміри Ауді А8, в управлінні цей автомобіль дуже хороший. Він веде себе впевнено, з малопомітними коливаннями кузова. Кермо в даній моделі повертається швидко та чітко реагує на ваші запити. Але слід прикласти більше фізичних зусиль при повертанні керма на низьких швидкостях. Налаштувавши підвіску під «комфортний» для вас режим ви трохи зменшите це відчуття жорсткості, а підвіска стане м'якшою. Повний привід функціонує добре, і цей автомобіль відчуває себе особливо стійко на засніжених трасах. Через широкий діаметр повороту (13,1 м), проїзд по вузькій місцевості може перетворитися в непросте завдання. При тестуванні на треку, Audi A8 довів свою безпеку і моторність. Долаючи повороти на граничній швидкості, ми трохи втрачали контроль над автомобілем, але траєкторія швидко відновлювалась, як тільки відпускали педаль газу. Автомобіль, також, продемонстрував відмінну швидкість під час маневрів для запобігання зіткнень. Водії почували себе не надто впевнено, через величезні габарити автомобіля.
Габарити кузова:
- Довжина: 5137 мм
- Ширина: 1949 мм
- Висота: 1460 мм
- Колісна база: 2990 мм
- Вага: 1835—1995 кг

### Двигуни
Бензинові
- 2.0 I4 TFSI
- 2.5 V6 FSI (Китай)
- 3.0 V6 TFSI
- 4.0 V8 TFSI
- 4.2 V8 FSI (372 к.с./273 кВт)
- 6.3 W12 FSI (500 к.с./367 кВт, 625 Нм)[4]

Дизельні
- 3.0 V6 TDI
- 4.2 V8 TDI (350 к.с./258 кВт)

## Audi A8 (Тип D5/4N; з 2017)

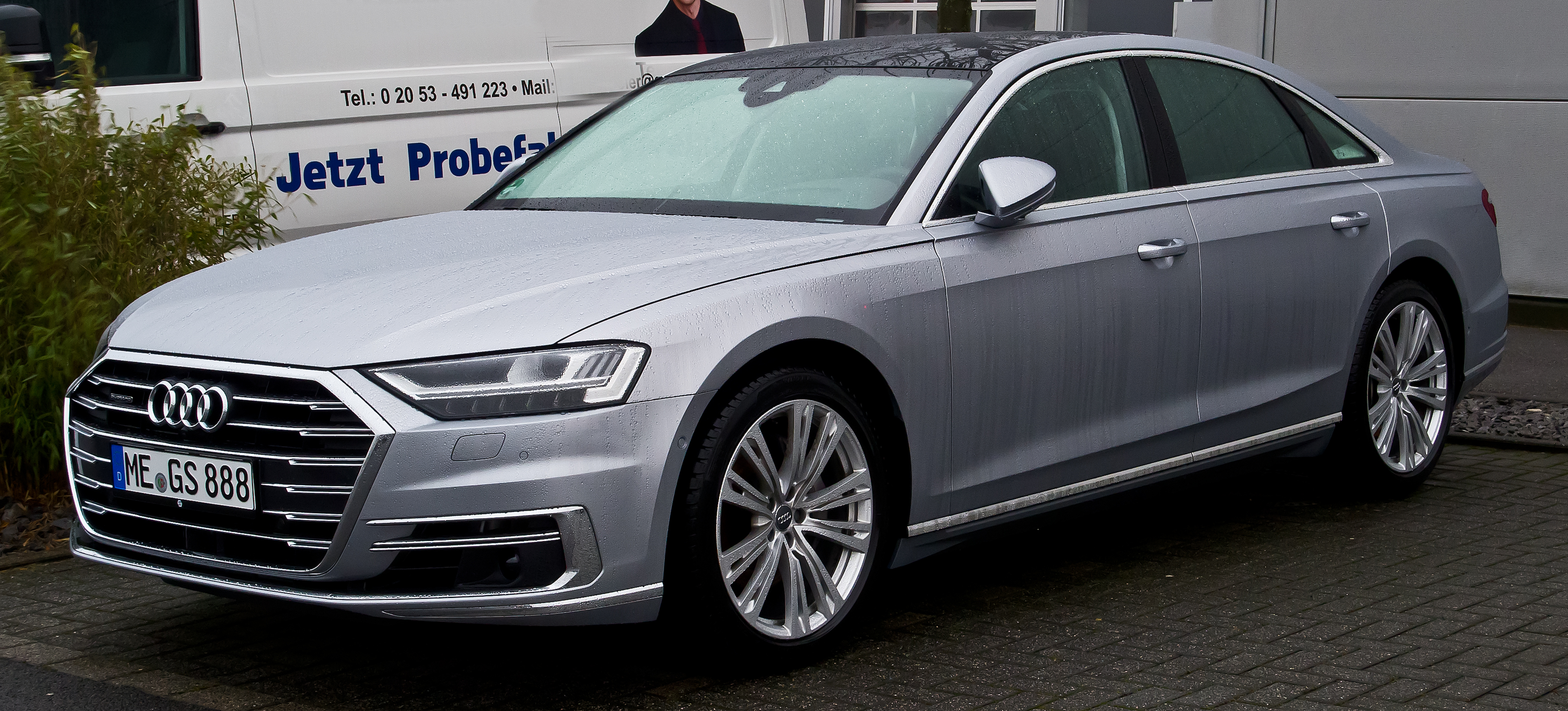
Audi A8 D5

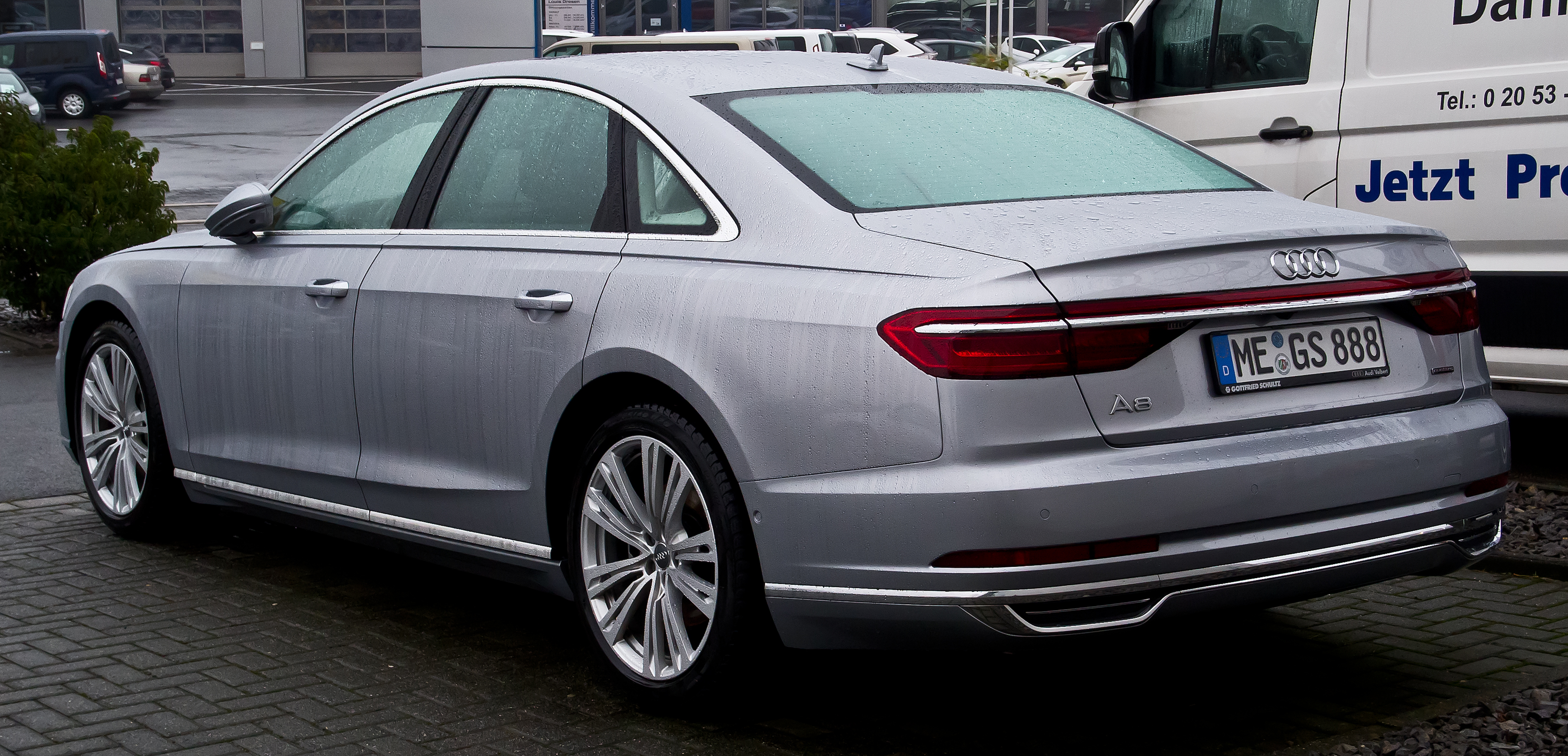
Audi A8 D5

Модель Audi A8 четвертого покоління дебютувала в другій половині 2017 року. Флагманський седан отримав вдосконалені системи та обладнання, а також функції автопілота. Зовнішність автомобіля виготовлена в дусі концепт-кара Audi Prologue 2014 року.
Автомобіль розроблено на платформі MLBevo з повнокерованим шасі. Передня підвіска двоважільна і задня багатоважільна отримали пневмопружини, доповнені активною електромеханічною системою замість стабілізаторів поперечної стійкості (Audi AI active suspension доступна з двигунами V6 TFSI і двома V8).
На момент запуску автомобіля на ринок асортимент моторів буде складатися з 3.0 TFSI V6 (340 к.с.) і 3.0 TDI V6 (286 к.с.). Трохи пізніше (в 2018 році) до них додасться 4.0 TFSI V8 (460 к.с.). Всі ці А8 отримали помірну 48-вольтову гібридну систему «в базі», що включає комбінований стартер-генератор (BAS) і літієвий акумулятор на 10 А•год. Флагманом буде W12 6.0 л потужністю 585 к.с. і 800 Нм.
У 2021 році Audi оновила список базового оснащення A8. Виробник додав в нього камеру кругового огляду, бездротову зарядку та вентиляцію передніх сидінь. 
У 2022 році Audi оновила зовнішній вигляд моделі A8 та додала функцію бездротового Android Auto.  
Audi A8 пропонує багажник об'ємом 402 л.  

### A8L Horch

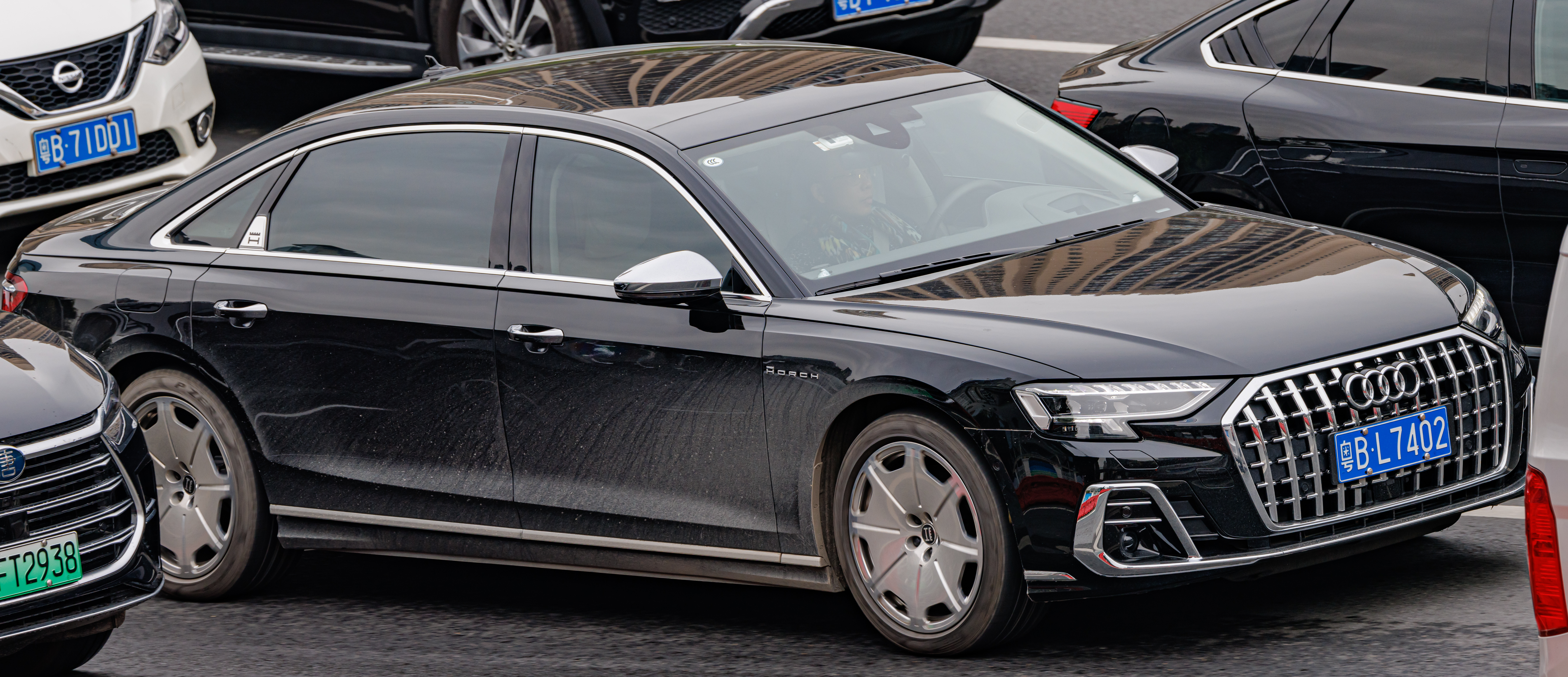
Audi A8 L Horch

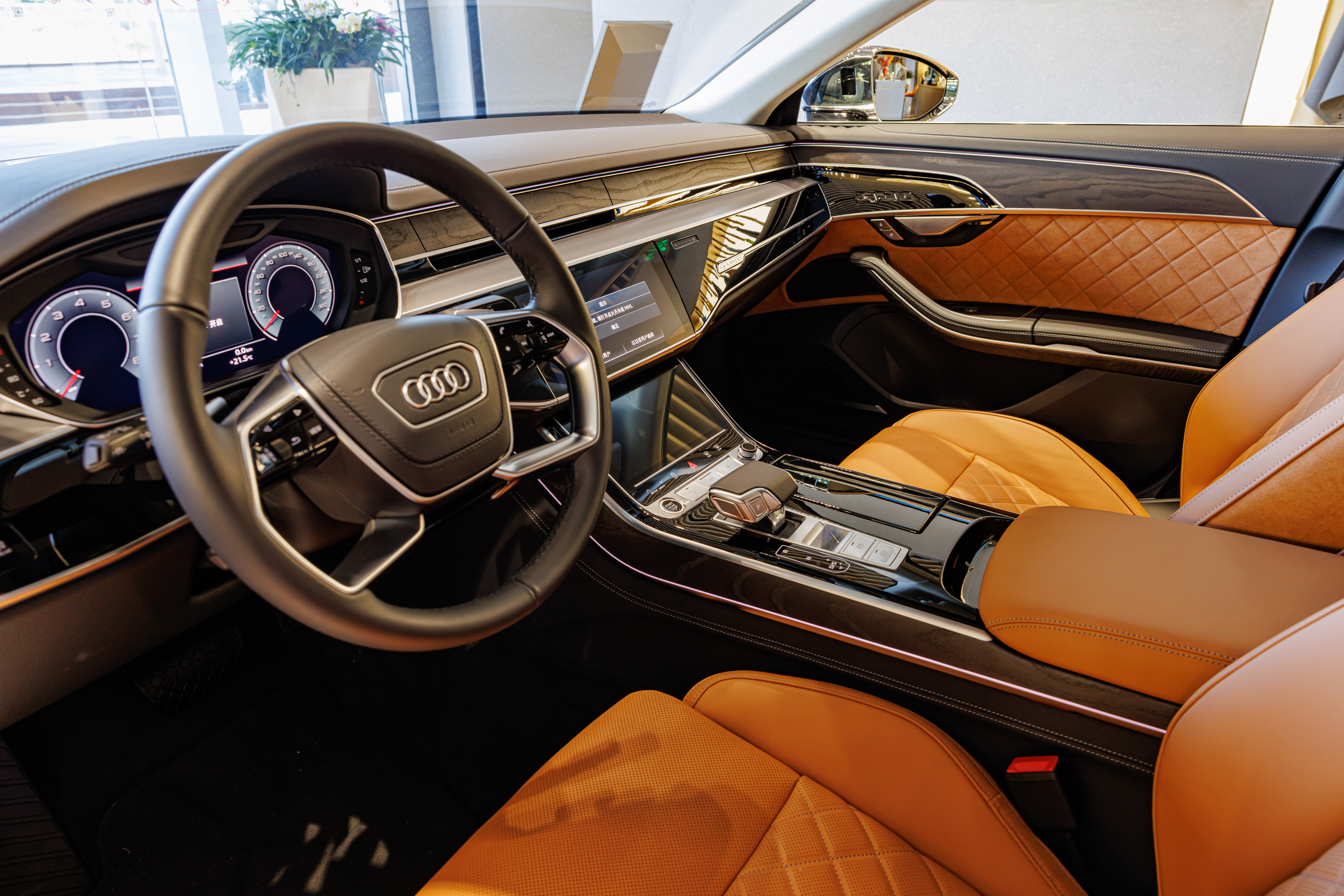
Audi A8 L Horch

1 листопада 2021 року в мережі дебютувала розкішна модифікація Audi A8L Horch. Автомобіль довжиною 5450 мм отримав двигун V6 3.0 TFSI потужністю 340 к.с. та 500 Н•м, 8-ст. АКПП та повним приводом Quattro. Публічна прем'єра відбудеться у другій половині листопада 2021 року на автосалоні у Гуанчжоу.

### Двигуни
Бензинові
- 3.0 TFSI VW EA839 CZSE V6 340 к.с. 500 Нм
- 3.0 TFSI VW EA839 V6 340 к.с. 500 Нм (MHEV)
- 4.0 TFSI VW EA825 V8 460 к.с. 600 Нм (MHEV)
- 4.0 TFSI VW EA825 V8 571 к.с. 800 Нм (S8)

Дизельні
- 3.0 TDI VW EA897evo2 V6 286 к.с. 600 Нм
- 4.0 TDI VW EA898 V8 435 к.с. 900 Нм

Гібридний
- 3.0 TFSI VW EA839 V6 340 к.с. + електродвигун 136 к.с., разом 476 к.с. 700 Нм (PHEV)

## Audi A8 LandYacht (з 2025)

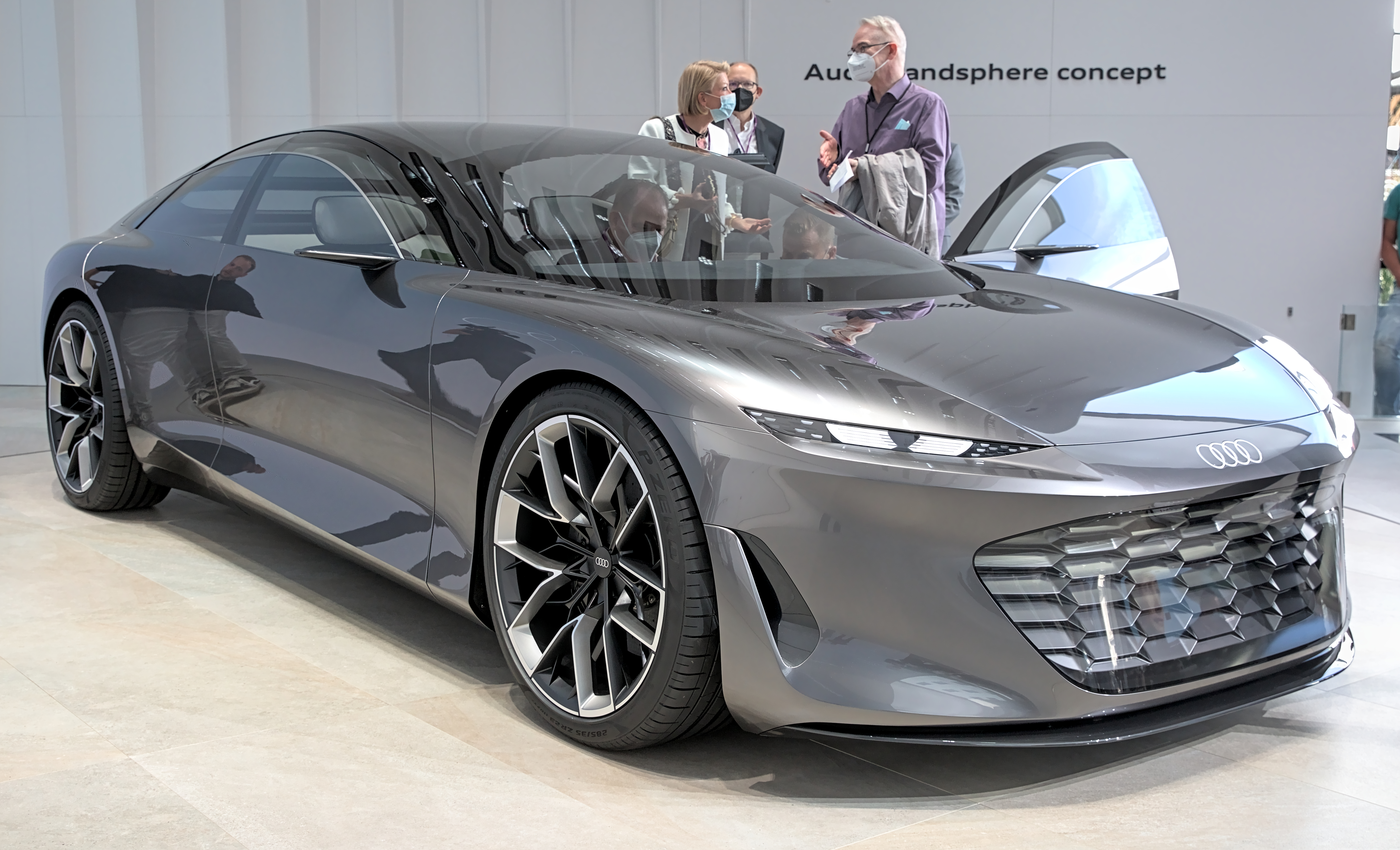
Audi Grandsphere Concept IAA 2021

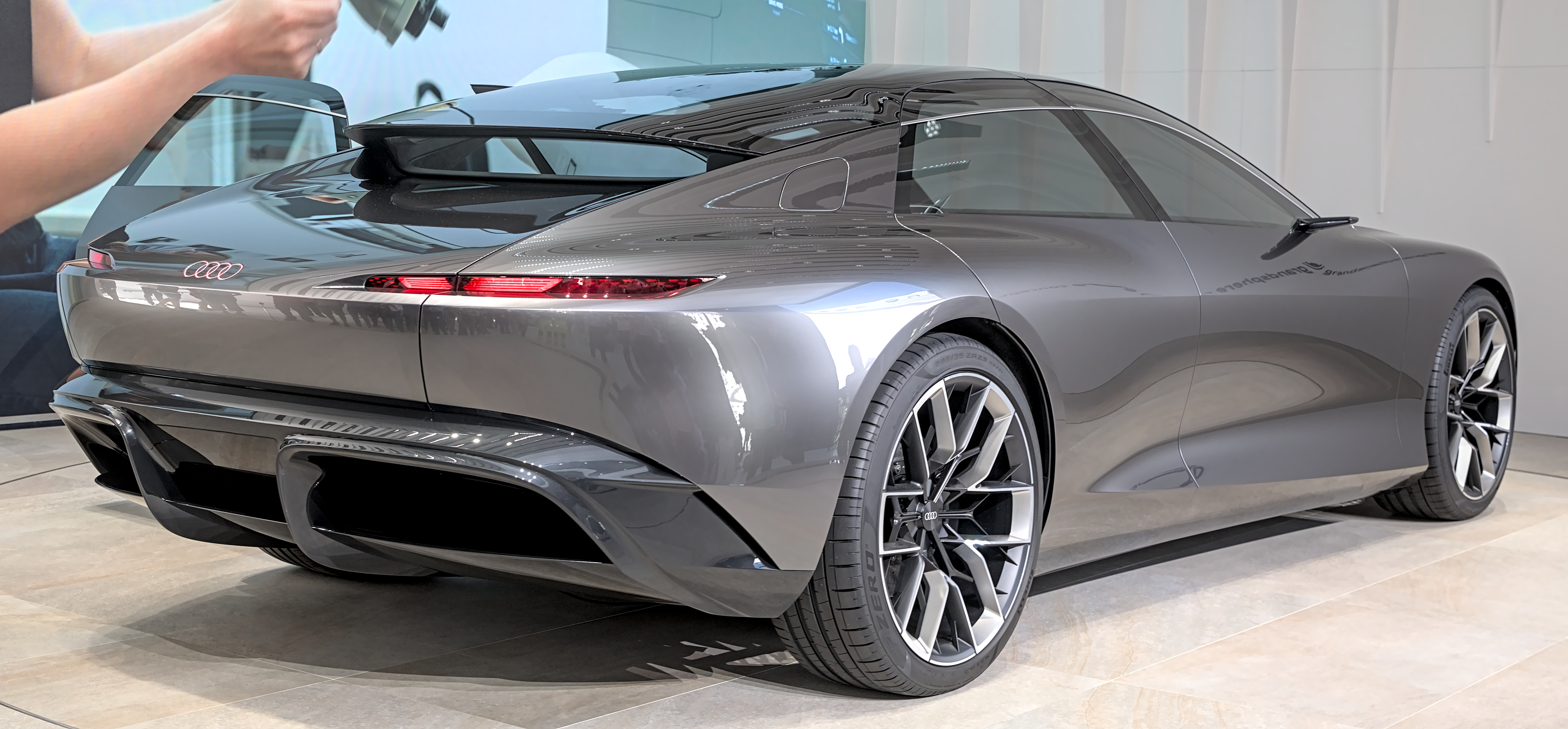
Audi Grandsphere Concept IAA 2021

В 2025 році дебютує електрична модель Audi A8 LandYacht, автомобіль буде подібним на концепт-кар Audi Grandsphere.

## Виробництво і продаж
| Рік  | Виготовлено | Продано | Продано |
| Рік  | Виготовлено | Європа  | США     |
| ---- | ----------- | ------- | ------- |
| 1996 |             |         |         |
| 1997 |             | 11.498  |         |
| 1998 |             | 11.689  |         |
| 1999 |             | 11.457  |         |
| 2000 |             | 9.602   |         |
| 2001 | 11,708      | 8.198   |         |
| 2002 | 10,942      | 6.893   |         |
| 2003 | 21,748      | 11.940  |         |
| 2004 | 22,429      | 12.496  |         |
| 2005 | 21,509      | 10.561  |         |
| 2006 | 22,468      | 10.741  |         |
| 2007 | 22,182      | 10.071  |         |
| 2008 | 20,140      | 8.737   |         |
| 2009 | 8,599       | 4.154   |         |
| 2010 | 22,435      | 8.213   |         |
| 2011 | 38,542      | 8.991   |         |
| 2012 | 35,932      | 6.803   |         |
| 2013 | 39,757      | 5.486   |         |
| 2014 | 39,606      | 6.556   |         |
| 2015 | 27,077      | 6.717   |         |
| 2016 | 24,147      | 5.372   |         |
| 2017 | 15,854      | 5.887   |         |
| 2018 | 24,541      | 5.791   |         |
| 2019 | 23,826      | 4.477   |         |
| 2020 | 20,591      | 3.648   |         |
| 2021 | н/д         | 2.865   |         |

## Виноски
1. ↑  Ауді А8Audi A8
2. ↑  Нова модель A8 на стор. концерну Audi. Архів оригіналу за 13 грудня 2009. Процитовано 12 грудня 2009.
3. ↑  Audi AG: Світова прем'єра нової Audi A8. Архів оригіналу за 28 листопад 2009. Процитовано 12 грудень 2009.
4. ↑  Audi A8 — теперь и W12. Архів оригіналу за 19 квітня 2010. Процитовано 16 квітня 2010.
5. ↑  Як ми тестували Audi A8 2022 року. Automoto.ua. AutoMoto.ua (укр.). Процитовано 19 липня 2022.
6. ↑  Як ми тестували Audi A8 2024 року. AUTOMOTO.UA. AUTOMOTO.UA (укр.). Процитовано 9 вересня 2024.
7. 1 2  Volkswagen Group Homepage (PDF). Архів оригіналу (PDF) за 17 липня 2011. Процитовано 24 березня 2011. [Архівовано 2011-07-17 у Wayback Machine.]
8. 1 2  Kom_engl_2602_1320.qxd (PDF). Архів (PDF) оригіналу за 12 січня 2011. Процитовано 2 лютого 2011. [Архівовано 2011-01-12 у Wayback Machine.]
9. 1 2  untitled (PDF). Архів оригіналу (PDF) за 17 липня 2011. Процитовано 24 березня 2011. [Архівовано 2011-07-17 у Wayback Machine.]
10. 1 2  Volkswagen AG Annual Report 2008 (PDF). Архів (PDF) оригіналу за 10 січня 2011. Процитовано 2 лютого 2011. [Архівовано 2011-01-10 у Wayback Machine.]
11. 1 2  Volkswagen Group Homepage (PDF). Архів оригіналу (PDF) за 17 липня 2011. Процитовано 24 березня 2011. [Архівовано 2011-07-17 у Wayback Machine.]
12. 1 2 3 4  Downloads. audi.com (англ.). Процитовано 1 травня 2021.
13. ↑  Archived copy (PDF). Архів оригіналу (PDF) за 2 жовтня 2013. Процитовано 16 березня 2013.{{cite web}}:  Обслуговування CS1: Сторінки з текстом «archived copy» як значення параметру title (посилання)
14. ↑  Archived copy (PDF). Архів оригіналу (PDF) за 4 березня 2016. Процитовано 13 січня 2015.{{cite web}}:  Обслуговування CS1: Сторінки з текстом «archived copy» як значення параметру title (посилання) [Архівовано 2016-03-04 у Wayback Machine.]
15. ↑  Archived copy (PDF). Архів оригіналу (PDF) за 23 вересня 2015. Процитовано 25 червня 2015.{{cite web}}:  Обслуговування CS1: Сторінки з текстом «archived copy» як значення параметру title (посилання) [Архівовано 2015-09-23 у Wayback Machine.]
16. ↑  Archived copy (PDF). Архів оригіналу (PDF) за 1 квітня 2016. Процитовано 7 листопада 2016.{{cite web}}:  Обслуговування CS1: Сторінки з текстом «archived copy» як значення параметру title (посилання) [Архівовано 2016-04-01 у Wayback Machine.]
17. 1 2  Audi models 2021. Архів оригіналу за 12 квітня 2020. Процитовано 8 жовтня 2022. [Архівовано 2020-04-12 у Wayback Machine.]